# Mazateco de San Antonio Eloxochitlán jezik
San Jerónimo Tecóatl Mazatec jezik (ISO 639-3: maa; Mazateco de San Antonio Eloxochitlán), indijanski jezik velike porodice otomang, porodice popoloca, skupina mazatec, kojim govori oko 21 000 Mazatec Indijanaca u općinama San Jerónimo Tecóatl, San Lucas Zoquiapan, Santa Cruz Acatepec, San Antonio Eloxochitlán, San Pedro Ocopetatillo, San Lorenzo i Santa Ana u Oaxaci, i 4 000 u nekoliko gradova u Puebli, Meksiko.
Postoje brojni dijalekti koji nose imena po naseljima gdje se govore, to su: san jerónimo tecóatl mazatec, san antonio eloxochitlán mazatec, san lucas zoquiapan mazatec, santa cruz acatepec mazatec, san pedro ocopetatillo mazatec, san lorenzo cuanecuiltitla mazatec, santa ana ateixtlahuaca mazatec i san francisco huehuetlán mazatec.
Uči se u osnovnim školama i piše na latinici.

## Vanjske poveznice
- Ethnologue (14th)
- Ethnologue (15th)